# Гней Корнелій Долабелла (священний цар)
Гней Корнелій Долабелла (лат. Gnaeus Cornelius Dolabella) (близько 233 - 180 до н. е.) - римський державний і релігійний діяч.
Гней Корнелій Долабелла - син Гнея Корнелія Долабелли і, можливо, батько  консула в 159 році до н. е. Гнея Корнелія Долабелли .
Близько 211-209 років до н. е. Гней Корнелій Долабелла - монетар  ; в 208 році до н. е. - священний цар (лат. rex sacrorum)  замість Марка Марція, займав цю посаду до своєї смерті в 180 році до н. е. 